# Stereospermum neuranthum
Quao núi quả bốn cạnh hay ké núi (Stereospermum neuranthum) là một loài thực vật có hoa trong họ Chùm ớt. Loài này được Kurz miêu tả khoa học đầu tiên năm 1873.